# Diketen
Diketen (nach IUPAC-Nomenklatur: 4-Methylenoxetan-2-on) ist eine organisch-chemische Verbindung aus der Stoffgruppe der Lactone. Ein Ersatzstoff für Diketen ist das Diketen-Aceton-Addukt.

## Gewinnung und Darstellung
Diketen wird technisch durch Dimerisierung von Keten bei nur leicht erhöhten Temperaturen von 35–40 °C in Rieseltürmen hergestellt.
Bei dieser exothermen Reaktion (ΔHR= −189 kJ·mol−1) leitet man Keten einem Flüssigkeitsstrom von Diketen entgegen, wobei ein nahezu vollständiger Umsatz erreicht wird. Der Temperaturbereich muss genau eingehalten werden, da sonst das Diketen sofort wieder in Keten zerfällt. Das Abgas wird mit verdünnter Essigsäure gewaschen, um nicht-umgesetztes Keten zu entfernen. Die Reinigung und Aufarbeitung erfolgt durch Destillation.

## Eigenschaften
Diketen ist eine sehr reaktionsfähige, farblose Flüssigkeit, die durch Dimerisierung von Keten bei Raumtemperatur entsteht und zur spontanen Polymerisation neigt. Durch Erhitzen lässt es sich wieder in Keten umwandeln. Durch Kernspinresonanzspektroskopie wurde bewiesen, dass Diketen in der Ketonform vorliegt und nicht als Enol. Dies ist an dem Protonensignal bei 3.9 ppm mit der relativen Intensität von 2 zu erkennen, was dem Methylensignal entspricht. Die exocyclische Methylidengruppe löst wie zu erwarten zwei getrennte Multipletts mit jeweils einer relativen Intensität von 1 aus.
Auch alkylierte Ketene dimerisieren leicht zu den entsprechend substituierten Diketenen.
Diketen reagiert leicht mit Alkoholen und Aminen zu Derivaten der Acetessigsäure.

## Verwendung
Diketen mit zwei längeren Alkylketten (so genannter „Ketenwachs“) wird bei der Papierherstellung zur Leimung (Hydrophobierung) von Papier verwendet, um die Bedruckbarkeit zu verbessern. Neben den Kolophonium-Harzen mit ca. 60 % Anteil am Weltverbrauch sind die auch als Alkylketendimere (AKD) bezeichneten langkettigen Diketene mit 16 % Anteil die wichtigsten synthetischen Papierleimungsmittel und werden üblicherweise in Konzentrationen von 0,15 %, d. h. 1,5 kg festes AKD/t Papier eingesetzt. Die Herstellung von AKD erfolgt durch Herstellung der Säurechloride langkettiger Fettsäuren – wie etwa Stearinsäure – mittels beispielsweise Thionylchlorid und nachfolgende Eliminierung von HCl durch tertiäre Amine – beispielsweise Triethylamin – in Toluol, anderen Lösemitteln, oder lösemittelfrei in Masse. Das zuerst gebildete monomere Keten dimerisiert schnell zum Diketen.
Diketen dient weiterhin als Zwischenprodukt bei der Herstellung von Pharmazeutika, Insektiziden und Farbstoffen. So entstehen mit substituierten Phenylhydrazinen die als Analgetika inzwischen weitgehend obsoleten Pyrazolone. Mit Methylamin reagiert Diketen zu Methylacetoacetamid, das mit Sulfurylchlorid chloriert und mit Trimethylphosphit zu dem hochgiftigen (insbesondere auch für Bienen) Insektizid Monocrotophos umgesetzt wird. Diketen reagiert mit substituierten aromatischen Aminen zu Acetoacetaniliden (Arylide), die wichtige Vorstufen für meist gelbe, orange oder rote Azofarbstoffe und Azopigmente darstellen.
Beispielhaft für die Synthese von Aryliden durch Umsetzung von Diketen mit aromatischen Aminen ist die Darstellung von Acetoacetanilid:
Aromatische Diazoniumverbindungen kuppeln mit Aryliden unter Bildung von Azofarbstoffen, wie z. B. Brilliantgelb (Pigment Yellow 74).
Die industrielle Synthese des Süßstoffs Acesulfam-K beruht auf der Umsetzung von Diketen mit Amidosulfonsäure und Cyclisierung mittels SO3

## Sicherheitshinweise
Die Dämpfe von 4-Methylen-2-oxetanon können mit Luft ein explosionsfähiges Gemisch (Flammpunkt 33 °C, Zündtemperatur 275 °C) bilden.